# Gregory John Hartmayer
Gregory John Hartmayer (Buffalo, 21 novembre 1951) è un arcivescovo cattolico statunitense, dal 5 marzo 2020 arcivescovo metropolita di Atlanta.

## Biografia
Gregory John Hartmayer è nato a Buffalo, nello stato di New York, il 21 novembre 1951. È cresciuto a Tonawanda, un sobborgo a nord di Buffalo e con la famiglia frequentava la chiesa di Sant'Amelia. Ha un fratello maggiore, C. Douglas, e un fratello minore, John.

### Formazione e ministero sacerdotale
Ha frequentato la Saint Amelia School fino al 1965 e la Cardinal O'Hara High School a Tonawanda dal 1965 al 1969. Dopo il diploma è entrato nell'Ordine dei frati minori conventuali. Ha completato il noviziato nel convento di San Giuseppe a Ellicott City, Maryland, dal 1969 al 1970. Ha fatto la sua prima professione il 15 agosto 1970 e quella solenne il 15 agosto 1973. Nel 1974 ha conseguito il Bachelor of Arts in filosofia presso il Saint Hyacinth College and Seminary a Granby. Nel 1979 ha ottenuto il Master of Divinity presso il seminario "Sant'Antonio sull'Hudson" a Rensselaer. Nel 1980 ha conseguito un Master of Arts in consulenza pastorale all'Emmanuel College e nel 1992 un Master of Education in amministrazione di scuole secondarie cattoliche al Boston College. Nell'autunno del 1994 ha trascorso un anno periodo sabbatico di studi di tre mesi presso l'Istituto Vaticano II a Menlo Park.
Il 5 maggio 1979 è stato ordinato presbitero nella cattedrale dell'Immacolata Concezione ad Albany da monsignor Howard James Hubbard. In seguito è stato consigliere di orientamento e insegnante alla Archbishop Curley High School di Baltimora dal 1979 al 1985; guardiano del convento del Cuore Immacolato di Maria e direttore dell'Archbishop Curley High School a Baltimora dal 1985 al 1988; guardiano del convento di San Lorenzo e direttore della Cardinal O'Hara High School a Tonawanda dal 1988 al 1989; definitore della Provincia di Sant'Antonio di Padova dal 1988 al 1991; guardiano del convento di San Francesco e direttore della Saint Francis High School ad Athol Springs dal 1989 al 1994; insegnante alla John Carroll High School a Fort Pierce nel 1995; guardiano del convento di San Filippo, parroco della parrocchia di San Filippo Benizi a Jonesboro dal 1995 al 2010; parroco della parrocchia di San Giovanni Maria Vianney a Lithia Springs dal 2010 al 2011.
Presso l'arcidiocesi di Atlanta ha prestato servizio anche come membro del collegio dei consultori dal 2005 al 2011, moderatore dello stesso dal 2005 al 2006, membro del consiglio presbiterale dal 2005 al 2011, membro del comitato per la formazione permanente dei presbiteri e direttore del programma per i nuovi sacerdoti dal 2008 al 2011.
Ha presieduto le Commissioni provinciali per le questioni parrocchiali e la vita francescana. Ha fatto parte del team di consulenza parrocchiale, visitato a diverse parrocchie francescane negli Stati Uniti orientali ed è stato consulente per la fusione di due parrocchie nella diocesi di Springfield.

### Ministero episcopale

Stemma di monsignor Hartmayer come vescovo di Savannah.

Il 19 luglio 2011 papa Benedetto XVI lo ha nominato vescovo di Savannah. Ha ricevuto l'ordinazione episcopale il 18 ottobre successivo nella cattedrale di San Giovanni Battista a Savannah dall'arcivescovo metropolita di Atlanta Wilton Daniel Gregory, co-consacranti il vescovo emerito di Savannah John Kevin Boland e il vescovo ausiliare di Atlanta Luis Rafael Zarama Pasqualetto. Durante la stessa celebrazione ha preso possesso della diocesi.
Durante gli otto anni come vescovo di Savannah ha promosso la ricostruzione di due scuole parrocchiali e la costruzione di tre nuove chiese. Ha eretto una nuova parrocchia e una nuova scuola superiore parrocchiale ad Albany. Ha accolto in diocesi i frati francescani, le Suore missionarie dello Spirito Santo, gli Apostoli di Gesù e diversi seminaristi da Nigeria, Ghana, Polonia, Messico e Colombia.
Nel maggio del 2012 e nel febbraio del 2020 ha compiuto la visita ad limina.
Il 5 marzo 2020 papa Francesco lo ha nominato arcivescovo metropolita di Atlanta. Ha preso possesso dell'arcidiocesi il 6 maggio successivo con una cerimonia nella cattedrale di Cristo Re ad Atlanta.
In seno alla Conferenza dei vescovi cattolici degli Stati Uniti è presidente del sottocomitato per la campagna di comunicazione cattolica dal 2019. In precedenza è stato membro del comitato per le collette nazionali dal 2012 al 2019, del comitato per gli aiuti alle Chiese in Europa centrale e orientale dal 2012 al 2019 e membro dei comitati amministrativo e per le priorità e i la pianificazione come rappresentante della regione ecclesiastica XIV dal 2016 al 2019.
Fa parte del consiglio di amministrazione della National Catholic Educational Association e di The Catholic Legal Immigration Network, Inc.
Ama giocare a golf e le passeggiate e tifa per gli Atlanta Braves.

## Genealogia episcopale e successione apostolica
La genealogia episcopale è:
- Cardinale Scipione Rebiba
- Cardinale Giulio Antonio Santori
- Cardinale Girolamo Bernerio, O.P.
- Arcivescovo Galeazzo Sanvitale
- Cardinale Ludovico Ludovisi
- Cardinale Luigi Caetani
- Cardinale Ulderico Carpegna
- Cardinale Paluzzo Paluzzi Altieri degli Albertoni
- Papa Benedetto XIII
- Papa Benedetto XIV
- Papa Clemente XIII
- Cardinale Marcantonio Colonna
- Cardinale Giacinto Sigismondo Gerdil, B.
- Cardinale Giulio Maria della Somaglia
- Cardinale Carlo Odescalchi, S.I.
- Cardinale Costantino Patrizi Naro
- Cardinale Lucido Maria Parocchi
- Papa Pio X
- Cardinale Gaetano De Lai
- Cardinale Raffaele Carlo Rossi, O.C.D.
- Cardinale Amleto Giovanni Cicognani
- Arcivescovo Paul John Hallinan
- Cardinale Joseph Louis Bernardin
- Cardinale Wilton Daniel Gregory
- Arcivescovo Gregory John Hartmayer, O.F.M.Conv.

La successione apostolica è:
- Vescovo Stephen Douglas Parkes (2020)
- Vescovo John-Nhan Tran Van Nhan (2023)
- Vescovo Michael Thomas Martin, O.F.M.Conv. (2024)

## Araldica
| Stemma | Titolare                                      | Descrizione |
|        | Gregory John Hartmayer Arcivescovo di Atlanta | Partito: al primo d'argento a tre fasce ondate d'azzurro, la prima caricata di una rosa d'argento bottonata d'oro, la seconda di una corona d'oro; al secondo ripartito d'argento e d'azzurro alla pila rovesciata curva dell'uno nell'altro, all'aquila d'oro, armata e rostrata di rosso attraversante sulla ripartizione; al capo ondato ripartito: al I d'azzurro al triquetra cerchiato d'oro; al II d'argento al tau di nero; al palo ristretto di rosso attraversante sulla partizione. Ornamenti esteriori da arcivescovo. Motto: "Pax et bonum" |